# Sinagoga Hechal Yehuda
La Sinagoga Hechal Yehuda (en hebreu: הגדול בית הכנסת היכל יהודה) també coneguda comunament com la Sinagoga Recanati, és una de les aproximadament 500 sinagogues de la segona ciutat més gran d'Israel, Tel-Aviv. La sinagoga es troba en el carrer Menahem ben Saruq, en el centre de la ciutat, es anomenada de vegades "petxina de mar", ja que per la seva forma s'assembla a una petxina marina, el seu disseny està inspirat en les petxines marines de les costes de la ciutat grega de Tessalònica, que fou la ciutat natal de la família Recanati. La construcció va ser completada en 1980.